# Rindermarkt (Augsburg)
Der Rindermarkt (auch Ochsenmarkt) in Augsburg diente der Fleischversorgung der Stadt im Mittelalter. Von diesem Punkt aus wurde das Vieh zum Schlachthof getrieben. Der Markt befand sich bis 1447 auf dem alten Heumarkt in der Philippine-Welser-Straße und war anschließend in der Jakobervorstadt zwischen der Jakobskirche und dem Jakobertor beheimatet. 
Zusammen mit dem Roßmarkt, dem Sau- und Kitzenmarkt sowie dem Fischmarkt bildete der Rindermarkt einen wichtigen Handelsplatz für Vieh und Fisch in Augsburg.

## Quelle
- Artikel Rindermarkt im Stadtlexikon Augsburg